# Rafaela Ottiano
Rafaela Ottiano, född 4 mars 1888 i Venedig, Italien, död 18 augusti 1942 i Boston, Massachusetts, USA, var en italiensk-amerikansk skådespelare. Ottiano medverkade i runt 45 amerikanska filmer under åren 1924-1942.

## Filmografi, urval
- 1932 – Grand Hotel
- 1932 – Som du vill ha mig
- 1933 – Lady Lou
- 1934 – På väg till Mandalay
- 1935 – Lilla hjärtetjuven
- 1937 – En gång i maj
- 1938 – Suez
- 1941 – En förbryllande natt
- 1942 – Fasornas skepp